# Massacre de Bahr al-Baqar

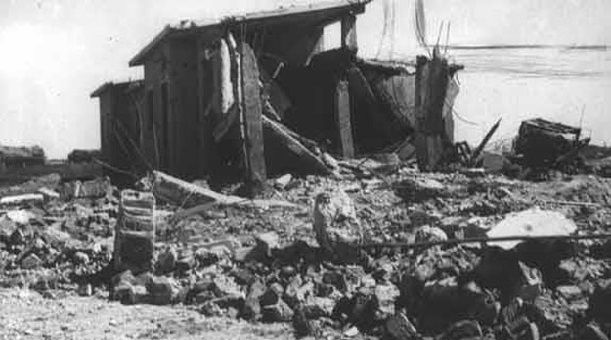

O massacre de Bahr al-Baqar foi um ataque lançado pela Força Aérea de Israel na manhã de 8 de abril de 1970, quando aviões Phantom bombardearam a Escola Conjunta Bahr al-Baqar na vila de Bahr al-Baqar no distrito de Husseiniya da província de Sharkia no Egito. O ataque matou 30 crianças, feriu outras 50 e destruiu completamente um prédio de uma escola.
O Egito denunciou o terrível incidente, descrevendo-o como um ato brutal que contradiz completamente todas as normas e leis humanitárias, e acusou Israel de lançar deliberadamente o ataque com o objetivo de pressioná-lo a cessar o fogo na guerra de desgaste, enquanto Israel justificou que foi visando apenas alvos militares, e que a escola era uma instalação militar escondida.

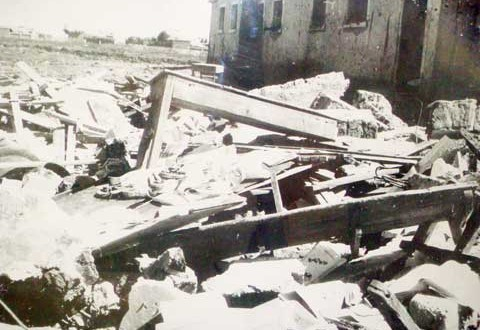
Escola Bahr al-Baqar, que foi completamente demolida como resultado do bombardeio israelense

O ataque provocou um estado de raiva e condenação no nível da opinião pública mundial e, embora a posição oficial internacional fosse negativa e não se movimentasse conforme o necessário, a influência da opinião pública obrigou os Estados Unidos e seu presidente Nixon a adiar o acordo para fornecer a Israel aeronaves modernas, e o incidente levou à redução de ataques israelenses a locais egípcios, seguidos pela conclusão da inauguração do muro de mísseis egípcio em junho do mesmo ano, que derrubou muitos aviões israelenses. As operações militares entre os dois lados terminaram após aceitar a iniciativa de Rogers e interromper a guerra de desgaste.

## Contexto histórico

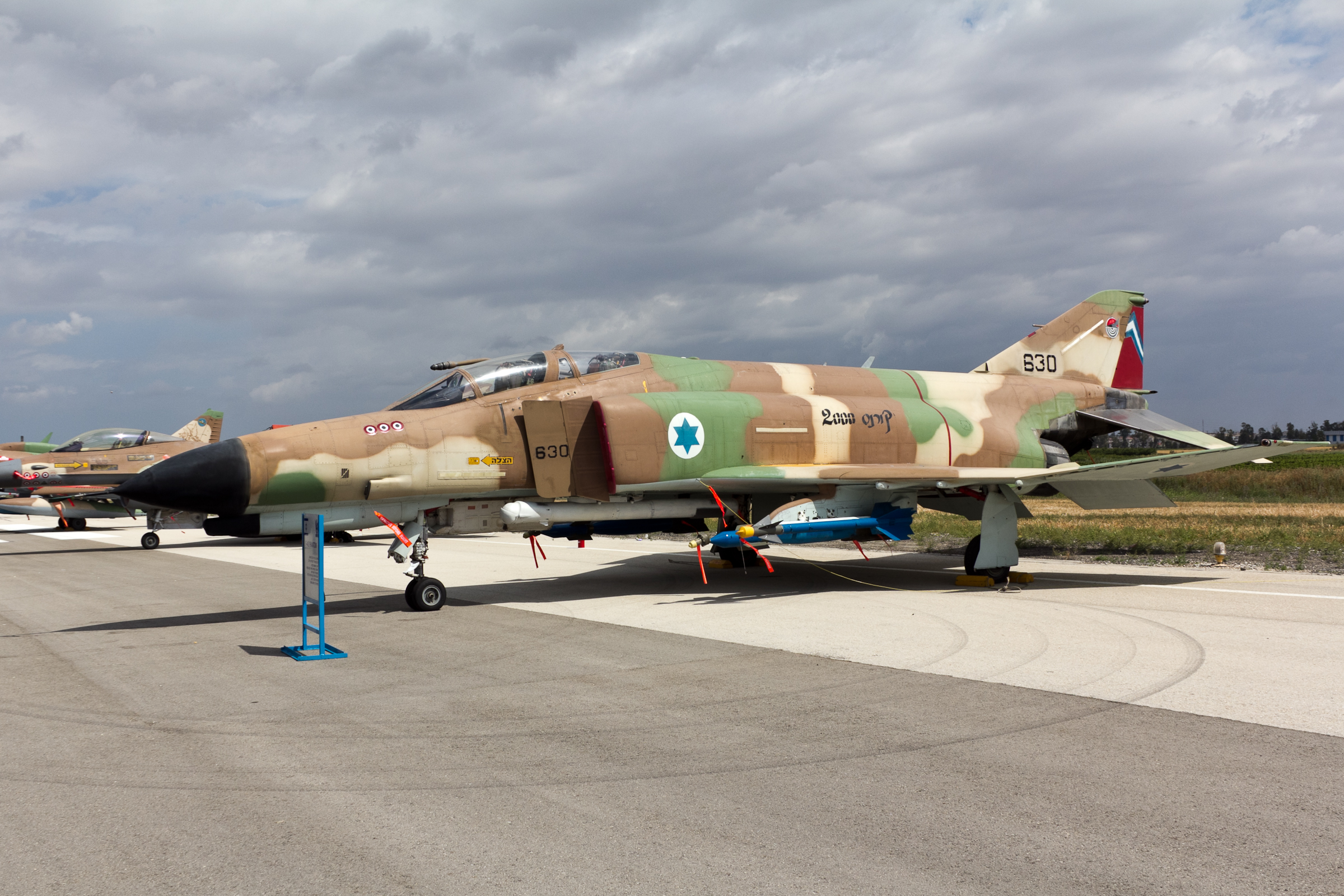
Uma foto do F-4 Phantom II de fabricação americana que Israel usou em seus ataques aéreos durante a Guerra de Atrito

Em 1967, após a ocupação da Península do Sinai por Israel, uma guerra de atrito eclodiu entre o Egito e Israel em ambos os lados do Canal de Suez. Onde o Egito lançou extensos ataques às posições israelenses, seja com ataques de comandos ou bombardeios de artilharia, e Israel também iniciou bombardeios semelhantes às cidades do Canal e às forças estacionadas nelas. Durante os anos de 1968 e 1969, o número de ataques egípcios às posições israelenses no Sinai aumentou, e conseguiu penetrar por trás das linhas israelenses, causando enormes perdas, sendo a mais famosa delas o ataque a San Port Tawfiq, que foi um golpe doloroso em termos de números e perdas entre o exército israelense.
Os resultados desses ataques dolorosos levaram a uma mudança radical nos planos de Israel para enfrentar o atrito egípcio e escalar a contra-exaustão para um estágio mais abrangente, introduzindo a força aérea israelense, o braço longo de Israel, na batalha e realizando Operação Boxer. Zeev Schiff, um analista israelense, diz em seu livro sobre a guerra de desgaste. Foi a operação San Port Tawfiq que encerrou o debate nos corredores da liderança israelense sobre a inevitabilidade da intervenção da aviação na batalha. E continua: "Esse sucesso foi a conquista mais proeminente dos egípcios, e estava claro que os teria motivado a uma maior atividade, e era inevitável que parassem com isso rapidamente." Como relatou o jornal Maariv, citando o porta-voz militar israelense: “Diante da enorme pressão exercida pelos egípcios na frente de batalha e da vida que se tornou insuportável na margem leste do canal, a liderança israelense decidiu usar o força aérea, que todas as opiniões insistiam em manter para o futuro.” As forças israelenses abriram caminho para impulsionar a aviação tentando se livrar de alguns radares egípcios e pontos de controle aéreo.
Israel recorreu a expandir a frente e estendê-la a áreas muito distantes, de modo que a liderança egípcia fosse obrigada a desdobrar suas forças em um confronto de mil quilômetros, representando toda a extensão da fronteira oriental egípcia, e depois a superioridade egípcia sobre a frente desapareceria. E colocando a liderança política em um dilema, quando o povo sente que Israel penetrou suas profundezas e destruiu alvos vitais sem ser atacado pelas forças armadas que são as principais responsáveis por proteger esse povo. Israel escolheu seu alvo em Naga Hammadi, e na estação de transformadores de energia de High Dam em particular, então invadiu um forte ponto defensivo ao sul de Al-Balah para destruí-lo. A resposta israelense era esperada, pois em 29 de abril de 1969, invadiu a estação transformadora de Nagaa Hammadi pela segunda vez e lançou explosivos perto de Edfu, ferindo alguns civis inocentes. A resposta egípcia foi direta e rápida, e na noite seguinte, invadindo o ponto sul de Al-Balah pela segunda vez e explodindo-o completamente. Isso levou o ministro da Defesa de Israel, general Moshe Dayan, a fazer declarações intimidadoras, ameaçando as forças egípcias.
Com o aumento dos ataques egípcios, as forças israelenses lançaram ataques no interior do Egito para aliviar a pressão e enfraquecer o moral no que foi chamado de "Operação Breha" (hebraico: מבצעי פריחה) sem levar em conta as muitas baixas civis, pois lançou ataques contra o Naga Hammadi estação transformadora pela segunda vez. Em seguida, Israel realizou uma série de ataques nas regiões de Delta, Maadi, Helwan e Dahshur, e em fevereiro de 1970 cometeu um massacre quando bombardeou a fábrica de Abu Zaabal, que pertencia ao National Company for Metallurgical Industries, e tinha 1.300 trabalhadores civis, matando 70 deles e ferindo 69, e Israel explicou na época que "O bombardeio da fábrica foi por engano".

## Descrição do acidente

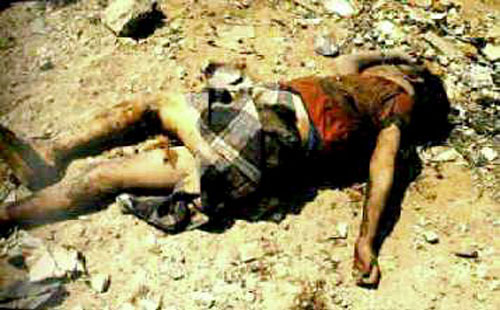
Uma foto de uma vítima da escola que foi bombardeada

### Sobre o lugar
Bahr Al-Baqar Elementary School, localizada no vilarejo de Bahr Al-Baqar, que é um vilarejo rural baseado na agricultura e está localizado no Al-Husseiniyah Center, província de Sharkia (nordeste do Cairo, leste da região do Delta). A escola é composta por um andar e inclui três salas de aula, além da sala do diretor. O número de alunos é de cento e trinta crianças, com idades entre seis e doze anos. Felizmente, neste dia, o número de participantes foi de apenas 86 alunos.

### Detalhes do ataque
Na manhã de quarta-feira, 8 de abril de 1970, correspondente ao segundo de Safar no ano de 1390 AH, 5 aviões israelenses F-4 Phantom II voaram a baixa altitude, então às vinte e nove horas da manhã de quarta-feira, eles bombardearam diretamente o escola com cinco bombas (pesando 1000 libras) e dois mísseis, que destruíram completamente o prédio.
Imediatamente, carros de bombeiros e ambulâncias se deslocaram para transportar os feridos e os corpos das vítimas, após o que o Ministério do Interior egípcio divulgou uma declaração detalhada do acidente e anunciou que o número de mortos era de 29 crianças na época, e o número de feridos chegou a mais de 50, incluindo casos graves, e um professor e 11 funcionários da escola ficaram feridos. Após o acidente, o governo egípcio pagou uma indenização às famílias das vítimas, no valor de 100 libras para o mártir e 10 libras para os feridos. as bombas que bombardearam a escola, que foram todas colocadas em um museu que é uma sala ou um capítulo da escola. Um total de 17 salas de aula estão incluídas nas paredes da “Bahr Al-Baqar Elementary School”. é uma frase manuscrita "O Museu dos Mártires de Bahr Al-Baqar".

### As consequências do acidente
1. Trinta crianças dos alunos da escola foram mortos.
2. Mais de cinquenta crianças ficaram levemente feridas, algumas delas com ferimentos graves e graves.
3. Um professor e 11 funcionários da escola ficaram feridos.
4. Destruição completa do prédio da escola.

## Reações

### Egito
Na manhã do acidente, a rádio egípcia interrompeu sua transmissão para transmitir esta declaração urgente: "Irmãos cidadãos, recebemos a seguinte declaração... O inimigo cometeu um novo crime exatamente às 9h20 desta manhã, além da imaginação, quando invadiu, com seus aviões Phantom americanos, a Escola Primária Bahr Al-Baqar em Al- Sharqiya Governorate, e crianças entre as idades de seis e doze sob um fogo infernal.
O Egito denunciou oficialmente o ataque, descrevendo-o como um ataque deliberado e desumano com o objetivo de subjugar o Egito e forçá-lo a interromper os ataques que lançou durante a Guerra de Atrito e a concordar com a Iniciativa de Cessar-Fogo de Rogers. Hassan Al-Zayyat, representante da República Árabe Unida nas Nações Unidas, enviou uma nota oficial a Ralph Bach, Secretário-Geral Adjunto das Nações Unidas, para informá-lo sobre o protesto oficial do Egito e sua exigência de uma reunião urgente de membros estados. Como disse o ministro das Relações Exteriores egípcio, uma reunião ampliada de embaixadores de países estrangeiros será realizada no Egito.
No nível popular, muitos partidos, órgãos e organizações condenaram o incidente, descrevendo-o como um despojamento de todos os significados da humanidade.A realidade do ataque foi violenta e dolorosa, e desencadeou um estado de indignação e condenação ultrajante. Ninguém imaginava que uma escola infantil pudesse ser atacada em uma área rural longe de quaisquer unidades militares, especialmente porque aconteceu dois meses depois de outro crime quando Israel bombardeou a fábrica de Abu Zaabal, que deixou 70 civis mortos.
As crianças da Escola Bahr El Baqar que não ficaram feridas no ataque enviaram uma mensagem a Pat Nixon, esposa do então presidente dos Estados Unidos, Nixon, e perguntaram a ela:“Você aceita que aviões Phantom matem as crianças da América?! Você é a mãe de Julie e Tricia e a avó de meus netos. Podemos lhe contar o que seu marido, o Sr. Nixon, fez?!”
E na guerra de outubro de 1973, de acordo com fontes da mídia egípcia - depois que as Forças de Defesa Aérea derrubaram um avião Phantom israelense sobre Port Said, e entre os prisioneiros israelenses estava uma piloto chamada "Ami Haim" que admitiu ter participado do atentado como declarou em suas declarações e admitiu que bombardearam a escola de propósito e que sabiam que suas bombas e mísseis tinham como alvo apenas uma escola primária.

### Israel
Imediatamente após o incidente, às 15h de hoje, o porta-voz militar de Tel Aviv declarou: “Eles estão investigando o assunto”, e uma hora depois seguiu com outra declaração: “Os aviões israelenses atingiram apenas alvos militares em suas ataque ao território egípcio”.
Após o incidente, Moshe Dayan, o Ministro da Defesa de Israel na época, disse à Rádio Israel: “A escola que foi atingida pelos aviões Phantom é um alvo militar”. Egípcios colocam crianças lá para camuflagem.

### A nível internacional
O Departamento de Estado dos EUA comentou que eram “notícias aterradoras”, acrescentando que este doloroso incidente é uma “consequência triste e lamentável” do incumprimento das resoluções do Conselho de Segurança relativas ao cessar-fogo.
Na União Soviética, Moscou condenou o incidente, descrevendo-o como: “Quando Israel quis escolher o direito de resposta, não lutou contra um exército, mas foi se vingar das crianças da escola Bahr al-Baqar”. descrevendo-o como uma "resposta impotente".
Nenhuma declaração oficial foi emitida pelas Nações Unidas sobre o incidente, e eles se contentaram em descrever o Departamento de Estado dos EUA como "todo o assunto está relacionado à violação do cessar-fogo".
Na Europa, o governo britânico anunciou seu "profundo pesar" pelo incidente, e o Vaticano expressou seu pesar pelas crianças inocentes. A Turquia testemunhou um protesto de estudantes em frente ao Consulado de Israel em Istambul. Na Iugoslávia, grupos de paz denunciaram o incidente e enviou telegramas de protesto ao governo israelense, mas nenhum seguimento seguiu.A mídia nos países da Europa Ocidental informou sobre o incidente e se contentou em publicar declarações egípcias e israelenses sobre o incidente.
No nível árabe, a notícia provocou indignação generalizada na mídia, e muitos países árabes condenaram o hediondo incidente e expressaram suas sinceras condolências e condolências pelo incidente.

## Na cultura e na mídia
O cinema egípcio tratou de filmes imortais sobre esse sangrento incidente, incluindo o filme “Age is a Moment” em 1978, estrelado pelos artistas Magda e Ahmed Zaki, no qual foi transmitida a música “I Love You, My Country”, que falou sobre as vítimas do acidente, a partir da letra de Fouad Haddad e composta por Baligh Hamdi, que foi interpretada por um coral de crianças. Entre eles está também o filme Tales of the Stranger em 1992, estrelado por Mahmoud El-Gendy, Mohamed Mounir e Sherif Mounir.

## Consequências do acidente
43 anos após o acidente, especificamente em outubro de 2013, muitas das vítimas do acidente entraram com uma ação judicial, exigindo que Israel indenize financeira e moralmente as famílias dos mártires e feridos no massacre, nada menos do que a indenização que Israel recebeu pelo Holocausto da Alemanha.
A ação afirmava que os crimes de guerra e os crimes contra a humanidade e contra a paz estão sujeitos a leis estabelecidas, segundo as quais foi estabelecido o Tribunal Internacional de Crimes de Guerra, e que o direito das vítimas também não prescreve de acordo com os princípios e compensações acertadas pela comunidade internacional, já que Israel obteve bilhões de dólares da Alemanha em troca do que sofreu. Um dos chamados crimes contra a humanidade, conhecido como as reparações do Holocausto, e que as vítimas do acidente escolar de Bahr El Baqar têm o mesmo direito de obter uma indemnização equivalente à mesma indemnização.